# Xenophilius Lovegood
Xenophilius Lovegood imaginarni je lik iz romana o Harryju Potteru. 
Otac je Lune Lovegood, vjerne Harryjeve prijateljice. Urednik je čarobnjačkog časopisa "Odgonetač". U sedmom dijelu HP-a Xenophilius u "Odgonetaču" potiče čarobnjake da podupru Harryja u borbi protiv Voldemorta. Zbog toga smrtonoše otimaju Xenophiliusovu kći Lunu. On je zato iskoristio priliku da kada je Harry bio u njegovoj kući pozove smrtonoše u nadi da će mu vratiti kći. No, Harry je pobjegao, pa su smrtonoše optužili Xenophiliusa da je slagao da je Harry bio u njegovoj kući, te ga zatvaraju u Azkaban. 
Prilikom dolaska Harryja, Rona i Hermione u njegovu kuću, Xenophilius im objašnjava što su to Darovi smrti. Xenophilius čvrsto vjeruje u postojanje Darova smrti i jedan je od rijetkih čarobnjaka koji je u potrazi za njima. Također je, kao i kći, sklon stvarima koji bi se ostalim čarobnjacima činile nenormalnim, npr. veliko poštovanje prema vrtnim nametnicima gnomima, neobično oblačenje.